# 黔中郡 (唐朝)
黔中郡，中国唐朝的郡。
天宝元年（742年）改黔州为黔中郡，下辖彭水县（今重庆市彭水县汉葭镇）、黔江县（今重庆市黔江区舟白街道湾塘村）、洪杜县（今重庆市酉阳县龚滩镇）、都濡县（今贵州省务川县蕉坝镇乐居村）、洋水县（今贵州省务川县濯水镇）、信宁县（今重庆市武隆县江口镇）。乾元元年（758年）黔中郡为黔州。
唐朝黔中郡太守
- 萧克济（744年—747年）
- 萧希谅（747年之后）
- 赵国珍（751年—758年）